# تپه اطراف شهر سوخته ۳۲۵
تپه اطراف شهر سوخته شماره ۳۲۵ مربوط به هزاره سوم قبل از میلاد است و در شهرستان زابل، بخش شیب آب، دهستان لوتک، روستای حومه شهر سوخته، ۱۷ کیلومتری جنوب شرق پایگاه باستان‌شناسی واقع شده و این اثر در تاریخ ۲۸ اسفند ۱۳۸۵ با شمارهٔ ثبت ۱۸۹۸۲ به‌عنوان یکی از آثار ملی ایران به ثبت رسیده است.